# 손승락
손승락(孫勝洛, 1982년 3월 4일 ~ )은 전 KBO 리그 롯데 자이언츠의 투수이자, 현 KBO 리그 KIA 타이거즈의 1군 수석코치이다.

## 선수 시절

### 아마추어 시절
2001년에 현대 유니콘스의 2차 3순위 지명을 받았으며, 대구고등학교 졸업 후 영남대학교 체육교육과에 진학했다. 대구고 시절에는 유격수였으나 영남대학교에 진학한 후 투수로 전향해 강속구를 던졌다. 영남대학교를 졸업하고 현대 유니콘스에 입단했다.

### 현대 유니콘스시절

#### 2005년
선발 투수로 데뷔했고, 주로 3선발로 활동했으나 26경기에 등판해 5승 10패, 5점대 평균자책점을 기록하며 다소 부진했다. 2005년 7월 29일 SK 와이번스전에서 데뷔 첫 완투승을 거뒀으며, 이는 그 해 기록된 유일한 완투였다.

#### 2006년
딱히 보직을 찾지 못한 그는 4~5선발로 등판해 시즌 초반에는 인상적인 활약을 펼쳤으나, 시즌 중반으로 가면서 팔꿈치 인대 부상과 함께 체력 저하로 부진했다. 시즌 중·후반부터 선발과 불펜을 오가며 전천후 투수로 등판했다. 시즌 6승 5패, 2홀드, 4점대의 평균자책점을 기록했다. 시즌 후 포수 강귀태와 함께 팔꿈치 수술을 받았다. 이에 따라 2007년에는 재활군에 머물렀다.

### 경찰 야구단시절
재활을 마치고 2007년 시즌 후 입대했다. 그가 입대한 후 현대 유니콘스는 해체됐다.

### 넥센 히어로즈시절

#### 2010년
2009년 말에 제대 후 바뀐 팀에 복귀해 4년 만에 1군에 합류했다. 시즌 전 일본 가고시마 스프링 캠프 도중 부상이 재발해 전력에서 이탈한 투수 조용준을 대신해 마무리를 맡았다. 당시 감독이었던 김시진은 그가 제대 후 제구력이 좋아졌다고 평가했다. 보직을 맡은 첫 해부터 마무리 투수 중 가장 적은 블론 세이브(3개)를 기록했고 최다 구원 1·2위를 다투는 등 구원 투수 중 가장 좋은 활약을 보였다. 3월 27일에 1군 복귀전인 개막전에서 롯데 자이언츠를 상대로 1.1이닝 2탈삼진, 무실점으로 막아 데뷔 첫 세이브를 기록했다. 그 해 9월 24일에는 두산 베어스를 상대로 26세이브를 기록해 이용찬을 제치고 구원 1위를 확정했다. 이는 그의 데뷔 첫 개인 타이틀이자 구단 최초의 타이틀이었다. 시즌 후 그가 강정호와 함께 트레이드설에 휘말리기도 했으나, 그의 뛰어난 투구를 높이 평가한 김시진이 그를 선발 투수로 전환하기로 하고 대신 고원준을 롯데 자이언츠로 트레이드했고, 이정훈을 마무리 투수로 영입하며 트레이드설은 해프닝으로 끝났다.

#### 2011년
선발 전환을 시도했으나 스프링캠프 도중 어깨 통증을 호소해 보직 전환에 실패하고 강진의 2군 캠프로 내려가 재활했다. 이후 그는 마무리로 완전히 고정됐다. 시즌 개막 후 부상으로 그가 1군에 오르지 못하게 되자 송신영이 마무리를 잠시 맡았다. 4월 29일 LG전에서 구원 등판해 1이닝 무실점을 기록하며 성공적인 복귀전을 가졌다. 이후 5월 27일 LG전에서 시즌 첫 세이브를 거뒀다. 그 후 안정적인 경기 운영을 보이며 총 17세이브를 거뒀다. 타이틀 홀더였던 2010년에 비해 시즌 초반의 부상 및 블론 세이브가 늘어나는 바람에 세이브가 감소한 대신, 1점대로 평균자책점을 낮췄다.

#### 2012년
시즌 초반에 살짝 불안한 모습을 보였으나, 마무리 전향 후 그 해 33세이브를 기록해 데뷔 첫 30세이브를 돌파했다. 1억 8,000만원에서 8,000만원이 오른 2억 6,000만원에 연봉 계약을 완료했다. 시즌 53경기에 등판해 3승 2패, 33세이브, 2점대 평균자책점을 기록했다.

#### 2013년
7월 9일 롯데전에서 통산 세 자릿수 세이브를 달성했다. 9월 14일 SK전에서 데뷔 첫 40세이브이자 역대 4번째 시즌 40세이브를 달성했다. 이후 46세이브를 달성해 다시 한 번 세이브왕을 차지했고 오승환에 이어 단일 시즌 최다 세이브 2위를 달성했다. 두산 베어스와의 준플레이오프 5차전에서 4이닝을 투구했다. 하지만 그가 내려간 후 팀이 역전 패를 당해 그의 역투가 빛이 바랬다. 시즌 후 마무리 투수로서 12년 만에 골든 글러브를 수상했다. 마무리로 전업한 투수로는 1994년 정명원 이후 첫 수상이었다.

### 롯데 자이언츠시절
2015년 시즌 후 FA 자격을 얻었고, 넥센 히어로즈와 우선 협상을 했으나 결렬돼 4년 총액 60억원에 FA 계약을 체결하며 이적했다. 그는 넥센 히어로즈 시절과 같은 등번호인 '1'번을 달게 됐다. 원래 등번호 '1'번의 주인이었던 이우민은 등번호를 '17'번으로 교체했다.
2016년 4월 1일 개막전에서 친정팀 넥센 히어로즈를 상대로 1이닝을 무실점으로 막고 첫 경기에서 세이브를 기록했다. 그는 오현택, 진명호와 함께 필승조로 활동하며 '오-명-락'으로 불렸다.
이후에도 마무리를 맡았으나 2019년에는 계속된 부진으로 중간 계투로 보직이 변경됐다. 2019년 시즌 후 2번째 FA 자격을 얻었으나 협상이 결렬됐으며 2020년 2월 7일에 은퇴를 선언했다.

## 프런트 경력
2022년부터 KIA 타이거즈의 전력강화(데이터) 코디네이터로 활동한다.

## 트리비아
- 그와 그의 아내인 김유성 씨는 몽골에 야구 용품을 지속적으로 후원하고 있다.[11]

## 별명
- 경찰 야구단에서 제대한 첫 시즌이었던 2010년 마무리에서 뛰어난 활약을 보여 '손勝lock'이라는 별명을 얻었다.[12]
- 이름 때문에 '락앤락'이라고 불린다.[13]
- 주자를 많이 출루시키고 블론세이브도 자주 기록해 '손패락', '승락극장' 등으로 불렸고, 롯데 자이언츠로 이적하면서 '롯데시네마'와 그의 이름을 합친 '승락시네마'라고 불렸다.
- 족발 사건으로 인해 '족승락'이라고 불린다.
- 락앤락 손승락

## 국가대표 경력
- 2013년 WBC 국가대표팀에 선발돼 A대표팀에 처음으로 합류했다.

## 출신 학교
- 대구내당초등학교
- 경상중학교
- 대구고등학교
- 영남대학교 (체육교육과 2001학번)

## 주요 기록
| 기록 / 날짜 / 상대팀 / 장소                        | 기록 / 날짜 / 상대팀 / 장소                           | 기록 / 날짜 / 상대팀 / 장소           |
| 경기 내용                                          | 종전 기록                                             | 비고                                  |
| -------------------------------------------------- | ----------------------------------------------------- | ------------------------------------- |
| 최소 경기 10세이브 / 2013년 4월 30일 / 삼성 / 대구 |                                                       |                                       |
| 1/3이닝 1탈삼진 무실점                             | 오승환 (2006년, 2011년) 스콧 프록터 (2012년) - 12경기 | 11경기 10세이브 (한국프로야구 신기록) |
| 통산 100세이브 / 2013년 7월 9일 / 롯데 / 목동      |                                                       |                                       |
| 1 2/3이닝 2피안타 2탈삼진 무실점                   |                                                       | 역대 14번째                           |
| 한 시즌 40세이브 / 2013년 7월 9일 / SK / 문학      |                                                       |                                       |
| 1 1/3이닝 1탈삼진 무실점                           |                                                       | 역대 4번째                            |

## 통산 기록
| 연도 | 팀명   | 평균자책점 | 경기 | 완투 | 완봉 | 승 | 패 | 세  | 홀 | 승률  | 타자 | 이닝  | 피안타 | 피홈런 | 볼넷 | 사구 | 탈삼진 | 실점 | 자책점 |
| ---- | ------ | ---------- | ---- | ---- | ---- | -- | -- | --- | -- | ----- | ---- | ----- | ------ | ------ | ---- | ---- | ------ | ---- | ------ |
| 2005 | 현대   | 5.43       | 26   | 1    | 0    | 5  | 10 | 0   | 0  | 0.333 | 599  | 134.1 | 154    | 18     | 48   | 10   | 80     | 81   | 81     |
| 2006 | 현대   | 4.17       | 24   | 0    | 0    | 6  | 5  | 0   | 2  | 0.545 | 408  | 95    | 112    | 5      | 21   | 6    | 48     | 49   | 44     |
| 2010 | 넥센   | 2.56       | 53   | 0    | 0    | 2  | 3  | 26  | 1  | 0.400 | 245  | 63.1  | 47     | 2      | 17   | 2    | 64     | 20   | 18     |
| 2011 | 넥센   | 1.89       | 49   | 0    | 0    | 4  | 2  | 17  | 2  | 0.667 | 202  | 52.1  | 41     | 2      | 13   | 1    | 41     | 12   | 11     |
| 2012 | 넥센   | 2.15       | 53   | 0    | 0    | 3  | 2  | 33  | 0  | 0.600 | 203  | 50.1  | 50     | 2      | 15   | 0    | 47     | 12   | 12     |
| 2013 | 넥센   | 2.30       | 57   | 0    | 0    | 3  | 2  | 46  | 0  | 0.600 | 249  | 62.2  | 50     | 1      | 20   | 1    | 52     | 17   | 16     |
| 2014 | 넥센   | 4.33       | 62   | 0    | 0    | 3  | 5  | 32  | 0  | 0.375 | 259  | 62.1  | 69     | 6      | 11   | 2    | 53     | 30   | 30     |
| 2015 | 넥센   | 3.82       | 58   | 0    | 0    | 4  | 6  | 23  | 0  | 0.400 | 272  | 61.1  | 73     | 6      | 13   | 3    | 63     | 35   | 26     |
| 2016 | 롯데   | 4.26       | 48   | 0    | 0    | 7  | 3  | 20  | 0  | 0.700 | 232  | 50.2  | 61     | 5      | 24   | 3    | 48     | 25   | 24     |
| 2017 | 롯데   | 2.18       | 61   | 0    | 0    | 1  | 3  | 37  | 0  | 0.250 | 250  | 62    | 59     | 7      | 11   | 1    | 62     | 16   | 15     |
| 2018 | 롯데   | 3.90       | 57   | 0    | 0    | 3  | 5  | 28  | 0  | 0.375 | 250  | 57.2  | 53     | 1      | 20   | 1    | 60     | 26   | 25     |
| 2019 | 롯데   | 3.93       | 53   | 0    | 0    | 4  | 3  | 9   | 2  | 0.571 | 233  | 52.2  | 55     | 3      | 19   | 3    | 44     | 27   | 23     |
| 통산 | 12시즌 | 3.64       | 601  | 1    | 0    | 45 | 49 | 271 | 7  | 0.479 | 3402 | 804.2 | 824    | 58     | 232  | 33   | 662    | 350  | 325    |